# Vedalam
Pour plus de détails, voir Fiche technique et Distribution.
Vedalam est un film d'action tamoul réalisé par Siva (en), sorti en novembre 2015. Ajith Kumar et Shruti Haasan sont les acteurs principaux.

## Distribution
- Ajith Kumar : Ganesh / Vedhalam
- Shruti Haasan : Swetha
- Lakshmi Menon : Tamizh
- Soori : Laxmi Das
- Thambi Ramayya : le père de Tamizh
- Ashwin Kakumanu : Arjun
- Kabir Duhan Singh : Abhinay
- Rahul Dev : Rahul
- Aniket Chouhan : Aniket
- Vidyullekha Raman : ami de Tamizh
- Bala Saravanan : assistant de Swetha
- Swaminathan : assistant de Swetha
- Rajendran : Kolkatta Kaali
- Mayilsamy : propriétaire
- Appukutty : acolyte de Vedalam
- Kovai Sarala : belle-mère de Laxmidas
- Meera Krishna : la femme du propriétaire
- Yogi Babu : acolyte de Kaali
- Kamaljii : Discussion
- Sudha : la mère de Swetha
- Ramesh Thilak : apparition

## Production

### Développement
Juste après le succès de Veeram, le réalisateur Siva a annoncé son nouveau projet dans lequel Ajith sera le personnage principal[pas clair].